# St Thomas (Devon)
St Thomas – dzielnica w Exeter w Anglii, w Devon, w dystrykcie Exeter. W 2011 miejscowość liczyła 6455 mieszkańców.